# Still Sucks
Still Sucks – szósty album studyjny amerykańskiego zespołu Limp Bizkit, wydany 31 października 2021 roku, wydany przez Suretone Records.

## Nagrywanie
Zespół zaczął nagrywać album rok po wydaniu longplaya Gold Cobra. Singlem zapowiadającym płytę był „Ready to go” z 2013 roku. Początkowo album miał nazywać się Stampede of the Disco Elephants, co ostatecznie zmieniono na Still Sucks. W 2013 roku według słów Freda Dursta, album był już w większości gotowy.

## Ogłoszenia o płycie
W 2012 roku pojawiła się informacja o premierze nowego albumu zespołu, która początkowo była zaplanowana na końcówkę 2012. Jednak z powodu opóźnień, jeszcze w 2016 roku album nie mógł zostać wydany. W rozmowach z Wesem Borlandem, gitarzystą zespołu, mówił, że nie jest pewny pomysłów Freda Dursta na płytę. Sądzono, że Limp Bizkit nigdy nie wyda nowej płyty.

## Przyjęcie
Still Sucks uzyskało pozytywne przyjęcie krytyków. W serwisie Metacritic, album uzystkał ocenę 73/100, serwis AllMusic ocenia płytę na 4,5/5, natomiast Sputnikmusic 3,8/5.

## Lista utworów[1]
1. Out Of Style
2. Dirty Rotten Bizkit
3. Dad Vibes
4. Turn It Up, B****
5. Don’t Change
6. You Bring Out The Worst Of Me
7. Love The Hate
8. Barnacle
9. Empty Hole
10. Pill Popper
11. Snacky Poo
12. Goodbye

## Informacje o twórcach
- Fred Durst – wokal prowadzący
- Wes Borland – gitara, wokale wspierające
- Sam Rivers – gitara basowa
- John Otto – perkusja
- DJ Lethal – gramofony, sampling, programowanie